# Francillon
Francillon település Franciaországban, Indre megyében. Lakosainak száma 76 fő (2022. január 1.). Francillon Argy, Saint-Lactencin, Villegongis és Levroux községekkel határos.

## Népesség
A település népességének változása:
| Lakosok száma | 110  | 72   | 63   | 73   | 72   | 75   | 78   | 77   | 77   | 76   |
|               | 1968 | 1982 | 1990 | 2006 | 2013 | 2015 | 2017 | 2019 | 2020 | 2022 |